# Menemerus davidi
Menemerus davidi är en spindelart som beskrevs av Wesolowska 1999. Menemerus davidi ingår i släktet Menemerus och familjen hoppspindlar. Inga underarter finns listade i Catalogue of Life.